# علم جزيرة مان
أعتمد علم جزيرة مان في 27 آب - أغسطس من سنة 1971 ويتكون العلم من ثلاثة أرجل تكون باتجاه عقارب الساعة وهي شعار الجزيرة على خلفية حمراء اللون .